# Opera Omnia di Rudolf Steiner
L'Opera Omnia di Rudolf Steiner è la raccolta di tutte le opere e le conferenze dell'esoterista e teosofo austriaco.
Il catalogo della sua Opera Omnia viene riportato con le sigle GA per l'Archivio in lingua tedesca ed O.O. per quello tradotto in lingua italiana. 
| O.O.                                                                       | Titolo in italiano                                                                                         | Titolo originale | Anno                      |
| Scritti di Steiner                                                         | Scritti di Steiner                                                                                         | Scritti di Steiner | Scritti di Steiner        |
| -------------------------------------------------------------------------- | --- | --- | ------------------------- |
| 1                                                                          | Gli scritti scientifici di Goethe                                                                          | Einleitungen zu Goethes naturwissenschaftlichen Schriften | 1884–1897                 |
| 2                                                                          | Saggi filosofici: Linee fondamentali di una teoria della conoscenza e della concezione goethiana del mondo | Grundlinien einer Erkenntnistheorie der goetheschen Weltanschauung | 1886                      |
| 3                                                                          | Verità e scienza                                                                                           | Wahrheit und Wissenschaft |                           |
| 4                                                                          | La filosofia della libertà. Tratti fondamentali di una concezione moderna del mondo                        | Die Philosophie der Freiheit. Grundzüge einer modernen Weltanschauung | 1894                      |
| 5                                                                          | | Friedrich Nietzsche, ein Kämpfer gegen seine Zeit |                           |
| 6                                                                          | | Goethes Weltanschauung |                           |
| 7                                                                          | I mistici all’alba della vita                                                                              | Die Mystik im Aufgange des neuzeitlichen Geisteslebens | 1901                      |
| 8                                                                          | Il Cristianesimo come fatto mistico e i misteri antichi                                                    | Das Christentum als mystische Tatsache und die Mysterien des Altertums | 1902                      |
| 9                                                                          | Teosofia - Un'introduzione alla conoscenza soprasensibile del mondo e del destino dell'uomo                | Theosophie. Einführung in übersinnliche Welterkenntnis und Menschenbestimmung | 1904                      |
| 10                                                                         | L'iniziazione. Come si conseguono conoscenze dei mondi superiori?                                          | Wie erlangt man Erkenntnisse der höheren Welten? | 1904-1905                 |
| 11                                                                         | Dalla cronaca dell’akasha                                                                                  | Aus der Akasha-Chronik | 1904-05                   |
| 12                                                                         | I gradi della conoscenza superiore                                                                         | Die Stufen der höheren Erkenntnis |                           |
| 13                                                                         | La scienza occulta nelle sue linee generali                                                                | Die Geheimwissenschaft im Umriss | 1910                      |
| 14                                                                         | Il risveglio delle anime                                                                                   | Vier Mysteriendramen |                           |
| 14                                                                         | La prova dell’anima                                                                                        | Vier Mysteriendramen |                           |
| 14                                                                         | La porta dell’iniziazione                                                                                  | Vier Mysteriendramen |                           |
| 14                                                                         | Il guardiano della soglia                                                                                  | Vier Mysteriendramen |                           |
| 15                                                                         | La guida spirituale dell'uomo e dell'umanità                                                               | Die geistige Führung des Menschen und dre Menschheit | 1911                      |
| 16                                                                         | Una via per l’uomo alla conoscenza di se stesso                                                            | Ein Weg zur Selbsterkenntnis des Menschen: In acht Meditationen |                           |
| 17                                                                         | La soglia del mondo spirituale                                                                             | Die Schwelle dre geistigen Welt: Aphoristische Ausführungen |                           |
| 18                                                                         | | Die Rätsel der Philosophie in ihrer Geschichte als Umriß dargestellt |                           |
| 19                                                                         | | erhalten in GA-Nr. 24 |                           |
| 20                                                                         | Enigmi dell’essere umano                                                                                   | Vom Menschenrätsel: Ausgesprochenes und Unausgesprochenes im Denken, Schauen, Sinnen einer Reihe deutscher und österreichischer Persönlichkeiten |                           |
| 21                                                                         | Enigmi dell’anima                                                                                          | Vom Seelenrätseln |                           |
| 22                                                                         | Tre saggi su Goethe                                                                                        | Goethes Geistesart in ihrer Offenbarung durch seinen 'Faust' und durch das Märchen von der Schlange und der Lilie |                           |
| 23                                                                         | I punti essenziali della questione sociale rispetto alle necessità della vita nel presente e nell'avvenire | Die Kernpunkte der Sozialen Frage in den Lebensnotwendigkeiten der Gegenwart und Zukunft | 1919                      |
| 24                                                                         | | Aufsätze über die Dreigliederung des sozialen Organismus und zur Zeitlage 1915-1921 |                           |
| 25                                                                         | | Kosmologie, Religion und Philosophie |                           |
| 26                                                                         | Massime antroposofiche                                                                                     | Anthroposophische Leitsätze |                           |
| 27                                                                         | Elementi fondamentali per un avviamento dell’arte medica                                                   | Grundlegendes für eine Erweiterung der Heilkunst nach geisteswissenschaftlichen Erkenntnissen |                           |
| 28                                                                         | La mia vita                                                                                                | Mein Lebensgang | 1925                      |
| 29                                                                         | | Gesammelte Aufsätze zur Dramaturgie 1889-1900 |                           |
| 30                                                                         | | Methodische Grundlagen der Anthroposophie: Gesammelte Aufsätze zur Philosophie, Naturwissenschaft, Ästhetik und Seelenkunde 1884-1901 |                           |
| 31                                                                         | | Gesammelte Aufsätze zur Kultur- und Zeitgeschichte 1887-1901 |                           |
| 32                                                                         | | Gesammelte Aufsätze zur Literatur 1884-1902 |                           |
| 33                                                                         | | Biographien und biographische Skizzen 1894-1905 |                           |
| 34                                                                         | Reincarnazione e karma                                                                                     | Lucifer-Gnosis; Grundlegende Aufsätze zur Anthroposophie und Berichte aus den Zeitschriften «Luzifer» und «Lucifer – Gnosis» 1903 – 1908 |                           |
| 35                                                                         | Il compito della scienza dello spirito                                                                     | Philosophie und Anthroposophie: Gesammelte Aufsätze 1904-1923 |                           |
| 35                                                                         | Filosofia e antroposofia                                                                                   | Philosophie und Anthroposophie: Gesammelte Aufsätze 1904-1923 |                           |
| 36                                                                         | | Der Goetheeanumgedanke inmitten der Kulturkrisis der Gegenwart: Gesammelte Aufsätze aus der Wochenschrift «Das Goetheanum» 1921–1925 |                           |
| 37                                                                         | | siehe GA-Nr. 260a und 251 |                           |
| 38                                                                         | | Briefe Band I: 1881-1890 |                           |
| 39                                                                         | | Briefe Band II: 1890-1925 |                           |
| 40                                                                         | Aforismi e dediche                                                                                         | Wahrspruchworte |                           |
| 40                                                                         | Calendario dell’anima                                                                                      | Wahrspruchworte |                           |
| 40                                                                         | Parole di verità                                                                                           | Wahrspruchworte |                           |
| 40                                                                         | Preghiere per madri e bambini                                                                              | Wahrspruchworte |                           |
| 40a                                                                        | | Sprüche, Dichtungen, Mantren. Ergänzungsband |                           |
| 42                                                                         | | siehe GA-Nr. 264-266 |                           |
| 43                                                                         | | (Bühnenbearbeitungen) - geplannt |                           |
| 44                                                                         | | Entwürfe, Fragmente und Paralipomena zu den vier Mysteriendramen |                           |
| 45                                                                         | Antroposofia, un frammento                                                                                 | Anthroposophie: Ein Fragment aus dem Jahre 1910 |                           |
| Conferenze                                                                 | | |                           |
| 51                                                                         | | Über Philosophie, Geschichte und Literatur |                           |
| 52                                                                         | | Spirituelle Seelenlehre und Weltbetrachtung |                           |
| 53                                                                         | | Ursprung und Ziel des Menschen |                           |
| 54                                                                         | | Die Welträtsel und die Anthroposophie |                           |
| 55                                                                         | | Die Erkenntnis des Übersinnlichen in unserer Zeit und deren Bedeutung für das heutige Leben |                           |
| 56                                                                         | | Die Erkenntnis der Seele und des Geistes |                           |
| 57                                                                         | Gli enigmi nel Faust di Goethe                                                                             | Wo und wie findet mann den Geist? |                           |
| 58                                                                         | | Metamorphosen des Seelenlebens - Pfade der Seelenerlebnisse: Erster Teil |                           |
| 59                                                                         | | Metamorphosen des Seelenlebens - Pfade der Seelenerlebnisse: Zweiter Teil |                           |
| 60                                                                         | Anima e spirito nell’uomo e nell’animale                                                                   | Antworten der Geisteswissenschaft auf die großen Fragen des Daseins |                           |
| 61                                                                         | | Menschengeschichte im Lichte der Geistesforschung |                           |
| 62                                                                         | I tre grandi del Rinascimento                                                                              | Ergebnisse der Geistesforschung |                           |
| 62                                                                         | La poesia delle fiabe alla luce della scienza dello spirito                                                | Ergebnisse der Geistesforschung |                           |
| 63                                                                         | | Geisteswissenschaft als Lebensgut |                           |
| 64                                                                         | | Aus schicksaltragender Zeit |                           |
| 65                                                                         | | Aus dem mitteleuropäischen Geistesleben |                           |
| 66                                                                         | | Geist und Stoff, Leben und Tod |                           |
| 67                                                                         | Spirito e materia - Vita e morte                                                                           | Das Ewige in der Menschenseele. Unsterblichkeit und Freiheit |                           |
| 68                                                                         | | (Öffentliche Vorträge in verschiedenen Städten 1906-1918 geplannt) |                           |
| 69                                                                         | | (Öffentliche Vorträge in verschiedenen Städten 1906-1918 geplannt) |                           |
| 70                                                                         | | (Öffentliche Vorträge in verschiedenen Städten 1906-1918 geplannt) |                           |
| 71                                                                         | | (Öffentliche Vorträge in verschiedenen Städten 1906-1918 geplannt) |                           |
| 72                                                                         | | Freiheit - Unsterblichkeit - Soziales Leben |                           |
| 73                                                                         | L’antroposofia e le scienze                                                                                | Die Ergänzung heutiger Wissenschaften durch Anthroposophie |                           |
| 73a                                                                        | Fattori salutari dell’evoluzione                                                                           | Fachwissenschaften und Anthroposophie |                           |
| 74                                                                         | La filosofia di Tommaso d'Aquino                                                                           | Die Philosophie Des Thomas von Aquino |                           |
| 75                                                                         | | (Öffentliche Vorträge in verschiedenen Städten 1921 geplannt) |                           |
| 76                                                                         | L’azione feconda dell’antroposofia sulle singole scienze                                                   | Die befruchtende Wirkung der Anthroposophie auf die Fachwissenschaften |                           |
| 77a                                                                        | | Die Aufgabe der Anthroposophie gegenüber Wissenschaft und Leben: Darmstädter Hochschulkurs |                           |
| 77b                                                                        | | Kunst und Anthroposophie. Der Goetheanum-Impuls |                           |
| 78                                                                         | Le basi conoscitive i frutti dell’antroposofia                                                             | Anthroposophie, ihre Erkenntniswurzeln und Lebensfrüchte |                           |
| 79                                                                         | La realtà dei mondi superiori                                                                              | Die Wirklichkeit der höhren Welten |                           |
| 80                                                                         | | (Öffentliche Vorträge in verschiedenen Städten 1922 geplannt) |                           |
| 81                                                                         | | Erneurungs-Impulse für Kultur und Wissenschaft - Berliner Hochschulkurs |                           |
| 82                                                                         | Cultura e antroposofia                                                                                     | Damit der Mensch ganz Mensch werde |                           |
| 83                                                                         | Polarità fra Oriente e Occidente                                                                           | Westliche und östliche Weltgegensätzlichkeit - Wege zu ihre Verständigung durch Anthroposophie |                           |
| 84                                                                         | | Was wollte das Goetheanum und was soll die Anthroposophie? |                           |
| Conferenze private ai membri della società antroposofica                   | | |                           |
| 88                                                                         | | Über die astrale Welt und das Devachan |                           |
| 89                                                                         | | Bewußtsein – Leben – Form. Grundprinzipien der geisteswissenschaftlichen Kosmologie |                           |
| 90                                                                         | | (Teilnehmernotizen von Vorträgen asu den Jahren 1903-1905 geplannt) |                           |
| 91                                                                         | | (Teilnehmernotizen von Vorträgen asu den Jahren 1903-1905 geplannt) |                           |
| 92                                                                         | Leggende misteri antichi (nella loro occulta verità)                                                       | Die okkulten Wahrheiten alter Mythen und Sagen |                           |
| 93                                                                         | La leggenda del tempio e la leggenda aurea                                                                 | Die Tempellegende und die Goldene Legende |                           |
| 93                                                                         | I manichei                                                                                                 | Die Tempellegende und die Goldene Legende |                           |
| 93                                                                         | Natura e scopi della massoneria                                                                            | Die Tempellegende und die Goldene Legende |                           |
| 93a                                                                        | | Grundelemente der Esoterik |                           |
| 94                                                                         | | Kosmogonie. Populäre Okkultismus. Das Johannes-Evangelium. Die Theosophie an Hand des Johannes-Evangelium |                           |
| 95                                                                         | | Vor dem Tore der Theosophie |                           |
| 96                                                                         | Il padre nostro – Il significato storico universale del sangue fruito dalla Croce                          | Ursprungsimpulse der Geisteswissenschaft. Christliche Esoterik im Lichte neuer Geist-Erkenntnis |                           |
| 97                                                                         | | Das christliche Mysterium |                           |
| 98                                                                         | I segreti, una poesia natalizia e pasquale di Goethe                                                       | Natur- und Geisteswesen - ihr Wirken in unserer sichtbaren Welt |                           |
| 99                                                                         | La saggezza dei Rosacroce                                                                                  | Die Theosophie des Rosenkreuzers |                           |
| 100                                                                        | Evoluzione dell’umanità e conoscenza del Cristo                                                            | Menschheitsentwickelung und Christus-Erkenntnis |                           |
| 101                                                                        | | Mythen und Sagen. Okkulte Zeichen und Symbole |                           |
| 102                                                                        | L’agire di entità spirituali nell’essere umano                                                             | Das Hereinwirken geistiger Wesenheiten in den Menschen |                           |
| 103                                                                        | Il Vangelo di Giovanni                                                                                     | Das Johannes-Evangelium |                           |
| 104                                                                        | Apocalisse                                                                                                 | Die Apokolypse des Johannes |                           |
| 104a                                                                       | | Aus der Bilderschrift der Apokalypse des Johannes |                           |
| 105                                                                        | Universo, terra, uomo                                                                                      | Welt, Erde, Mensch, deren Wesen und Entwickelung sowie ihre Spiegelung in dem Zusammenhang zwischen ägyptischem Mythol und gegenwärtiger Kultur |                           |
| 106                                                                        | Miti e misteri dell’Egitto                                                                                 | Ägyptische Mythen und Mysterien im Verhältnis zu den wirkenden Geisteskräften der Gegenwart |                           |
| 107                                                                        | Antropologia scientifico-spirituale - Vol. I-II                                                            | Geisteswissenschaftliche Menschenkunde |                           |
| 108                                                                        | Risposte a enigmi della vita                                                                               | Die Beantwortung von Welt- und Lebensfragen durch Anthroposophie |                           |
| 108                                                                        | Novalis e il mistero del Natale                                                                            | Die Beantwortung von Welt- und Lebensfragen durch Anthroposophie |                           |
| 108                                                                        | La posizione dell’antroposofia nei confronti della filosofia                                               | Die Beantwortung von Welt- und Lebensfragen durch Anthroposophie |                           |
| 108                                                                        | Educazione pratica del pensiero - Filosofia e antroposofia                                                 | Die Beantwortung von Welt- und Lebensfragen durch Anthroposophie |                           |
| 109                                                                        | Economia spirituale e reincarnazione                                                                       | Das Prinzip der spirituellen Ökonomie im zusammenhang mit Widerverkürperungsfragen. Ein Aspekt der geistigen Führung der Menschheit |                           |
| 109                                                                        | L’occultismo dei Rosacroce                                                                                 | Das Prinzip der spirituellen Ökonomie im zusammenhang mit Widerverkürperungsfragen. Ein Aspekt der geistigen Führung der Menschheit |                           |
| 110                                                                        | Gerarchie spirituali e loro riflesso nel mondo fisico Zodiaco Pianeti Cosmo                                | Geistige Hiearchien und ihre Wiederspiegelung in der physischen Welt. Tierkreis, Planeten, Kosmos |                           |
| 111                                                                        | | In 109 |                           |
| 112                                                                        | Il Vangelo di Giovanni in relazione con gli altri tre, e specialmente col Vangelo di Luca                  | Das Johannes-Evangelium im Verhältnis zu den drei anderen Evangelien, besonders zu dem Lukas-Evangelium |                           |
| 113                                                                        | L'oriente alla luce dell'Occidente. I figli di Lucifero e i fratelli di Cristo                             | Der Orient im Lichte des Okzidents. Die Kinder des Luzifer und die Brüder Christi |                           |
| 114                                                                        | Il Vangelo di Luca                                                                                         | Das Lukas-Evangelium |                           |
| 115                                                                        | Antroposofia, psicosofia, pneumatosofia                                                                    | Anthroposophie - Psychosophie - Pneumatosophie |                           |
| 116                                                                        | | Der Christus-Impuls und die Entwicklung des Ich-Bewußtseins |                           |
| 117                                                                        | | Die tieferen Geheimnisse des Menschhietswerdens im Lichte der Evangelien |                           |
| 118                                                                        | | Das Ereignis der Christus-Erscheinung in der ätherischen Welt |                           |
| 119                                                                        | | Makrokosmos und Mikrokosmos. Die große und die kleine Welt. Seelenfragen, Lebensfragen, Geistesfragen |                           |
| 120                                                                        | Le manifestazioni del karma                                                                                | Die Offenbarung des Karma |                           |
| 121                                                                        | La missione di singole anime di popolo                                                                     | Die Mission einzelner Volksseelen im Zusammenhange mit der germanisch-nordischen Mythologie |                           |
| 122                                                                        | Genesi – I misteri della versione biblica della creazione                                                  | Die Geheimnisse der biblischen Schöpfungsgeschichte. Das Sechtagwerk im 1. Buch Moses |                           |
| 123                                                                        | Il Vangelo di Matteo                                                                                       | Das Matthäus-Evangelium |                           |
| 124                                                                        | Digressioni sul Vangelo di Marco                                                                           | Exkurse in das Gebiet des Markus-Evangeliums |                           |
| 125                                                                        | Sui misteri drammatici                                                                                     | Wege und Ziele des geistigen Menschen. Lebensfragen im Lichte der Geisteswissenschaft |                           |
| 126                                                                        | Storia occulta                                                                                             | Okkulte Geschichte. Esoterische Betrachtungen karmischer Zusammenhänge von Persöblichkeiten und Ereignissen der Weltgeschichte |                           |
| 127                                                                        | Le 13 notti Sante                                                                                          | Die Mission der neuen Geistesoffenbarung. Das Christus-Ereignis als Mittelpunktsgeschehen der Erdenevolution |                           |
| 128                                                                        | Una fisiologia occulta                                                                                     | Eine okkulte Physiologie |                           |
| 129                                                                        | Meraviglie del creato                                                                                      | Weltenwunder, Seelenprüfungen und Geistesoffenbarungen |                           |
| 130                                                                        | Il cristianesimo rosicruciano                                                                              | Das esoterische Christentum und die geistige Führung der Menschheit |                           |
| 130                                                                        | Il cristianesimo esoterico e la guida spirituale dell’umanità                                              | Das esoterische Christentum und die geistige Führung der Menschheit |                           |
| 130                                                                        | Le conferenze di Milano                                                                                    | Das esoterische Christentum und die geistige Führung der Menschheit |                           |
| 131                                                                        | Da Gesù a Cristo                                                                                           | Von Jesus zu Christus |                           |
| 132                                                                        | L'evoluzione secondo verità                                                                                | Die Evolution vom Gesichtspunkte des Wahrhaftigen |                           |
| 133                                                                        | Uomo terreno e uomo cosmico                                                                                | Der irdische und der kosmische Mensch |                           |
| 134                                                                        | Il mondo dei sensi e mondo dello spirito                                                                   | Die Welt der Sinne und die Welt des Geistes |                           |
| 135                                                                        | | Wiederverkörperung und Karma und ihre Bedeutung für die Kultur der Gegenwart |                           |
| 136                                                                        | L’entità spirituali nei corpi celesti e nei regni della natura                                             | Die geistigen Wesenheited in den Himmelskörpern und Naturreichen |                           |
| 137                                                                        | L’uomo alla luce di occultismo, teosofia e filosofia                                                       | Der Mensch im Lichte von Okkultismus, Theosophie und Philosophie |                           |
| 138                                                                        | Dell’iniziazione                                                                                           | Von der Initiation. Von Ewigkeit und Augenblick. Von Geisteslicht und Lebensdunkel |                           |
| 139                                                                        | Il Vangelo di Marco                                                                                        | Das Markus-Evangelium |                           |
| 140                                                                        | | Okkulte Untersuchungen über das Leben zwischen Tod und neuer Geburt. Die lebendige Wechselwirkung zwischen Leben und Tod |                           |
| 141                                                                        | | Das Leben zwischen dem Tode und der neuen Geburt im Verhältnis zu den kosmischen Tatsachen |                           |
| 142                                                                        | La Bhagavad-Gita e le lettere di Paolo                                                                     | Die Bhagavad Gita und die Paulusbriefe |                           |
| 143                                                                        | Esperienze del sopra sensibile                                                                             | Erfahrungen des Übersinnlichen. Die drei Wege der Seele zu Christus |                           |
| 144                                                                        | | Die Mysterien des Morgenlandes und des Christentums |                           |
| 145                                                                        | Lo sviluppo occulto dell’uomo nelle sue quattro parti costitutive                                          | Welche Bedeutung hat die okkulte Entwicklung des Menschen für seine Hüllen - physischen Leib, Ätherleib, Astralleib - und sein Selbst? |                           |
| 146                                                                        | Le basi occulte della Bhagavad-Gita                                                                        | Die okkulten Grundlagen der Bhagavad Gita |                           |
| 147                                                                        | I segreti della soglia                                                                                     | Die Geheimnisse der Schwelle |                           |
| 148                                                                        | Il quinto Vangelo                                                                                          | Aus der Akasha Forschung: Das Funfte Evangelium |                           |
| 149                                                                        | Cristo e il mondo spirituale. La ricerca del Santo Graal                                                   | Christus und die geistigen Welt. Von der Suche nach dem heiligen Gral |                           |
| 150                                                                        | Il mondo dello spirito e la sua azione sull’esistenza fisica                                               | Die Welt des Geistes und ihr Hereinragen in das physische Dasein. Das Einwirken der Toten in der Welt der Lebenden |                           |
| 151                                                                        | | Der menschliche und der kosmische Gedanke |                           |
| 152                                                                        | Verso il Mistero del Golgota                                                                               | Vorstufen zum Mysterium von Golgatha |                           |
| 153                                                                        | Natura interiore dell’uomo e dita tra morte e nuova nascita                                                | Inneres Wesen des Menschen und Leben zwischen Tod und neuer Geburt |                           |
| 154                                                                        | | Wie erwirbt man sich Verständnis für die geistige Welt? Das Einfließen geistiger Impulse aus der Welt der Verstorbenen |                           |
| 155                                                                        | Cristo e l'anima umana                                                                                     | Christus und die menschliche Seele. Über den Sinn des Lebens. Theosophische Moral. Anthroposophie und Christentum |                           |
| 156                                                                        | Leggere occulto e ascoltare occulto                                                                        | Okkultes Lesen und okkultes Hören |                           |
| 157                                                                        | | Menschenschicksale und Völkerschicksale |                           |
| 157a                                                                       | Formazione del destino e vita dopo la morte                                                                | Schicksalsbildung und Leben nach dem Tode |                           |
| 158                                                                        | Il mondo come risultato di processi di equilibrio                                                          | Der Zusammenhang des Menschen mit der elementarischen Welt. Kalewala - Olaf Asteson - Das russische Volkstum - Die Welt als Ergebnis von Gleichgewichtswirkungen                                                                                        |                           |
| 159                                                                        | Il mistero della morte – Voll. I-II                                                                        | Das Geheimnis des Todes. Wesen und Bedeutung Mitteleuropas und die europäischen Volksgeister |                           |
| 161                                                                        | | Wege der geistigen Erkenntnis und der Erneureung künstlerischer Weltanschauung |                           |
| 162                                                                        | | Kunst- und Lebensfragen im Lichte der Geisteswissenschaft |                           |
| 163                                                                        | | Zufall, Notwendigkeit und Vorsehung. Imaginative Erkenntnis und Vorgänge nach dem Tode |                           |
| 164                                                                        | | Der Wert des Denkens für eine den Menschen befriedigende Erkenntnis. Das Verhältnis der Geisteswissenschaft zu Naturwissenschaft |                           |
| 165                                                                        | | Die geistige Vereinigung der Menschheit durch den Christus-Impuls |                           |
| 166                                                                        | Necessità e libertà nella storia e nell'attività umana                                                     | Notwendigkeit und Freiheit im Weltengeschehen und im menschlichen Handeln |                           |
| 167                                                                        | | Gegenwärtiges und Vergangenes im Menschengeiste |                           |
| 168                                                                        | Il legame fra i vivi e i morti                                                                             | Die Verbindung zwischen Lebenden und Toten |                           |
| 169                                                                        | Essere cosmico e io                                                                                        | Weltwesen und Ichheit |                           |
| 170                                                                        | L’enigma dell’uomo                                                                                         | Das Rätsel des Menschen. Die geistigen Hintergründe der menschlichen Geschichte. Kosmische und Menschliche Geschichte Band I |                           |
| 171                                                                        | Impulsi evolutivi interiori dell’umanità - Goethe e la crisi del XIX secolo                                | Innere Entwicklungsimpulse der Menschheit. Goethe und die Krisis des neunzehnten Jahrhunderts. Kosmische und Menschliche Geschichte Band II |                           |
| 172                                                                        | Il karma e le professioni in relazione con la vita di Goethe                                               | Das Karma des Berufes des Menschen in Anknüpfung an Gothes Leben. Kosmische und Menschliche Geschichte Band III |                           |
| 173                                                                        | | Zeitgeschichtliche Betrachtungen. Das Karma der Unwahrhaftigkeit - Erster Teil. Kosmische und Menschliche Geschichte Band IV |                           |
| 174                                                                        | | Zeitgeschichtliche Betrachtungen. Das Karma der Unwahrhaftigkeit - Zweiter Teil. Kosmische und Menschliche Geschichte Band V |                           |
| 174a                                                                       | | Mitteleuropa Zwischen Ost und West. Kosmische und Menschliche Geschichte Band VI |                           |
| 174b                                                                       | | Die geistigen Hintergründe des Ersten Weltkrieges. Kosmische und Menschliche Geschichte Band VII |                           |
| 175                                                                        | Metamorfosi cosmiche e umane                                                                               | Bausteine zu einer Erkenntnis des Mysteriums von Golgotha. Kosmische und menschliche Metamorphose |                           |
| 175                                                                        | Contributi alla conoscenza del mistero del Golgota                                                         | Bausteine zu einer Erkenntnis des Mysteriums von Golgotha. Kosmische und menschliche Metamorphose |                           |
| 176                                                                        | La verità dell’evoluzione umana                                                                            | Menschliche und menschheitliche Entwicklungswahrheiten. Das karma des Materialismus |                           |
| 177                                                                        | La caduta degli spiriti delle tenebre                                                                      | Die spirituellen Hintergründe der äußeren Welt. Der Sturz der Geister der Finsternis. Geistige Wesen und Ihre Wirkung Band I |                           |
| 178                                                                        | Dietro le quinte degli eventi esteriori                                                                    | Individuelle Geistwesen und ihr Wirken in der Seele des Menschen. Geistige Wesen und Ihre Wirkung Band II |                           |
| 178                                                                        | Sulla psicoanalisi                                                                                         | Individuelle Geistwesen und ihr Wirken in der Seele des Menschen. Geistige Wesen und Ihre Wirkung Band II |                           |
| 178                                                                        | Il mistero del doppio                                                                                      | Individuelle Geistwesen und ihr Wirken in der Seele des Menschen. Geistige Wesen und Ihre Wirkung Band II |                           |
| 179                                                                        | Azioni di destino dal mondo dei morti                                                                      | Geistige Wesen und Ihre Wirkung Geschichtliche Notwendigkeit und Freiheit. Schicksalseinwirkungen aus der Welt der Toten. Band III |                           |
| 180                                                                        | | Mysterienwahrheiten und Weihnachtsimpulse. Alte Mythen und ihre Bedeutung. Geistige Wesen und Ihre Wirkung Band IV |                           |
| 181                                                                        | Morte sulla terra e vita nel cosmo                                                                         | Erdensterben und Weltenleben. Anthroposophische Lebensgaben. Bewußtseins-Notwendigkeiten für Gegenwart und Zukunft |                           |
| 181                                                                        | Doni antroposofici per la vita                                                                             | Erdensterben und Weltenleben. Anthroposophische Lebensgaben. Bewußtseins-Notwendigkeiten für Gegenwart und Zukunft |                           |
| 181                                                                        | Le necessità della coscienza per il presente e l’avvenire                                                  | Erdensterben und Weltenleben. Anthroposophische Lebensgaben. Bewußtseins-Notwendigkeiten für Gegenwart und Zukunft |                           |
| 182                                                                        | Che cosa fa l’angelo del nostro corpo astrale?                                                             | Der Tod als Lebenswandlung |                           |
| 183                                                                        | Il divenire dell’uomo                                                                                      | Die Wissenschaft vom Werden des Menschen |                           |
| 184                                                                        | Polarità fra durata ed evoluzione nella vita umana – Voll. I-II                                            | Die Polarität von Dauer und Entwickelung im Menschenleben. Die kosmische Vorgeschichte der Menschheit |                           |
| 185                                                                        | Lo studio dei sintomi storici                                                                              | Geschichtliche Symptomatologie |                           |
| 185a                                                                       | | Entwicklungsgeschichtliche Unterlagen zur Bildung eines sozialen Urteils |                           |
| 186                                                                        | Esigenze sociali dei tempi nuovi                                                                           | Die soziale Grundforderung unserer Zeit - In geänderter Zeitlage |                           |
| 187                                                                        | Come ritrovare il Cristo?                                                                                  | Wie kann die Menschheit den Christus wiederfinden? Das dreifache Schattendasein unserer Zeit und das neue Christus-Licht |                           |
| 188                                                                        | | Der Goethanismus, ein Umwandlungsimpuls und Auferstehungsgedanke. Menschenwissenschaft und Sozialwissenschaft |                           |
| 189                                                                        | La questione sociale: un problema di consapevolezza                                                        | Die soziale Frage als Bewußtseinsfrage. Die geistigen Hintergründe deer sozialen Frage - Band I |                           |
| 190                                                                        | | Vergangenheits- und Zukunftsimpulse im sozialen Geschehen. Die geistigen Hintergründe deer sozialen Frage - Band II |                           |
| 191                                                                        | | Soziales Verstandnis aus geisteswissenschaftlichen Erkentnis Die Geistige Hintergründe der Sozialen Frage - Band III |                           |
| 192                                                                        | Risposte della scienza dello spirito a problemi sociali e pedagogici                                       | Geisteswissenschaftliche Behandlung sozialer und pädagogischer Fragen |                           |
| 193                                                                        | Sull'incarnazione di Arimane                                                                               | Der innere Aspekt des sozialen Rätsels. Luziferische Vergangenheit und ahrimanische Zukunft |                           |
| 194                                                                        | La missione di Michele                                                                                     | Die Sendung Michaels. Die Offenbarung der eigentlichen Geheimnisse des Menschenwesens |                           |
| 195                                                                        | San Silvestro cosmico e pensieri per il nuovo anno                                                         | Weltsilvester und Neujahrsgedanken |                           |
| 196                                                                        | | Geisitige und soziale Wandlungen in der Menschheitsentwikelung |                           |
| 197                                                                        | | Gegensätze in der Menschheitsentwickelung: West und Ost- Materialismus und Mystik - Wissen und Glauben |                           |
| 198                                                                        | Fattori salutari dell’evoluzione                                                                           | Heilfaktoren für den sozialen Organismus |                           |
| 199                                                                        | | Geisteswissenschaft als Erkenntnis der Grundimpulse sozialer Gestaltung |                           |
| 200                                                                        | | Die Neue Geistigkeit und das Christur-Erlebnis des zwanzigsten Jahrhunderts |                           |
| 201                                                                        | Corrispondenze fra microcosmo e macrocosmo. L’uomo, un geroglifico dell’universo                           | Entsprechungen zwischen Mikrokosmos und Makrokosmos. Der Mensch, eine Hieroglyphe des Weltenalls | 9 aprile - 20 maggio 1920 |
| 202                                                                        | La ricerca della nuova Iside, la divina Sofia                                                              | Der Mensch in Zusammenhang mit dem Kosmos 2: Die Brücke zwischen der Weltgeistigkeit und dem Physischen des Menschen. Die Suche nach der neuen Isis, der göttlichen Sophia                                                                              |                           |
| 203                                                                        | La responsabilità dell’uomo per l’evoluzione del mondo – Voll. I-II                                        | Der Mensch in Zusammenhang mit dem Kosmos 3: Die Verantwortung des Menschen für die Weltentwickelung durch seinen geistigen Zusammenhang mit dem Erdplaneten und der Sternenwelt                                                                        |                           |
| 204                                                                        | | Der Mensch in Zusammenhang mit dem Kosmos 4: Perspektiven der Menschheitsentwickelung. Der materialistische Erkenntnisimpuls und die Aufgaben der Anthroposophie                                                                                        |                           |
| 205                                                                        | | Der Mensch in Zusammenhang mit dem Kosmos 5: Menschenwerden, Weltenseele und Weltengeist - Erster Teil: Der Mensch als leiblich-seelische Wesenheit in seinem Verhältnis zur Welt                                                                       |                           |
| 206                                                                        | | Der Mensch in Zusammenhang mit dem Kosmos 6: Menschenwerden, Weltenseele und Weltengeist - Zweiter Teil: Der Mensch als geistiges Wesen im historischen Werdegang                                                                                       |                           |
| 207                                                                        | Cosmosofia - I                                                                                             | Der Mensch in Zusammenhang mit dem Kosmos 7: Anthroposophie als Kosmosophie - Erster Teil: Wesenszüge des Menschen im irdischen und kosmischen Bereich                                                                                                  |                           |
| 208                                                                        | Cosmosofia - II                                                                                            | Der Mensch in Zusammenhang mit dem Kosmos 8: Anthroposophie als Kosmosophie - Zweiter Teil: Die Gestaltung des Menschen als Ergebnis kosmischer Wirkung                                                                                                 |                           |
| 209                                                                        | | Der Mensch in Zusammenhang mit dem Kosmos 9: Nordische und mitteleuropäische Geistimpulse. Das Fest der Erscheinung Christi |                           |
| 210                                                                        | Antichi e moderni metodi d'iniziazione                                                                     | Alte und neue Einweihungsmethoden. Drama und Dichtung im Bewußtseins-Umschwung der Neuzeit |                           |
| 211                                                                        | Il mistero solare                                                                                          | Das Sonnenmysterium und das Mysterium von Tod und Auferstehung. Exoterisches und esoterisches Christentum |                           |
| 212                                                                        | | Menschliches Seelenleben und Geistesstreben im Zusammenhange mit Welt- und Erdentwickelung |                           |
| 213                                                                        | | Menschenfragen und Weltenantworten |                           |
| 214                                                                        | | Das Geheimnis der Trinität: Der Mensch und sein Verhältnis zur Geisteswelt im Wandel der Zeiten |                           |
| 215                                                                        | Filosofia, cosmologia, religione                                                                           | Die Philosophie, Kosmologie und Religion in der Anthroposophie |                           |
| 216                                                                        | Tendenze e spirituali dell’evoluzione                                                                      | Die Grundimpulse des weltgeschlichtlichen Werdens der Menschheit |                           |
| 217                                                                        | Forze spirituali attive fra vecchia e nuova generazione                                                    | Geistige Wirkenskräfte im Zusamenleben von alter und junger Gereration. Pädagogischer Jugendkurs |                           |
| 217a                                                                       | | Die Erkenntnis-Aufgabe der Jugend |                           |
| 218                                                                        | | Geistige Zusammenhänge in der Gestaltung des menschlichen Organismus |                           |
| 219                                                                        | | Das Verhältnis der Sternwelt zum Menschen und des Menschen zur Sternwelt. Die geistige Kommunion der Menschheit |                           |
| 220                                                                        | Conoscenza vivente della natura                                                                            | Lebendiges Naturerkennen. Intellektueller Sündenfall und spirituelle Sündenerhebung |                           |
| 221                                                                        | Sapere terreno e conoscenza celeste                                                                        | Erdenwissen und Himmelserkenntnis |                           |
| 222                                                                        | Azione impulsi delle potenze spirituali sulla scena del mondo                                              | Die Impulsierung des weltgeschichtlichen Geschehens durch geistige Mächte |                           |
| 223                                                                        | Il corso dell’anno come respiro della terra                                                                | Der Jahreskreislauf als Atmungsvorgang der Erde und die vier großen Festeszeiten. Die Anthroposophie und das menschliche Gemüt |                           |
| 224                                                                        | | Die menschliche Seele in ihrem Zusammenhang mit göttlich-geistigen Individualitäten. Die Verinnerlichung der Jahresfeste |                           |
| 225                                                                        | Tre prospettive dell’antroposofia                                                                          | Drei Perspektiven der Anthroposophie. Kulturphänomene, geisteswissenschaftlich betrachtet |                           |
| 226                                                                        | Il destino dell’uomo                                                                                       | Menschenwesen, Menschenschicksal und Welt- Entwickelung |                           |
| 227                                                                        | Conoscenza iniziatica                                                                                      | |                           |
| 228                                                                        | L’individualità spirituale del sistema solare                                                              | Initiationswissenschaft und Sternenerkenntnis. Der Mensch in Vergangenheit, Gegenwart und Zukunft vom Gesichtspunkt der Bewußtseinsentwickelung |                           |
| 229                                                                        | L’esperienza del corso dell’anno in quattro immaginazioni cosmiche                                         | Das Miterleben des Jahreslaufes in vier kosmischen Imaginationen |                           |
| 230                                                                        | L’uomo, sintesi armonica                                                                                   | Der Mensch als Zusammenklang des schaffenden, bildenden und gestaltenden Weltenwortes |                           |
| 231                                                                        | L’uomo soprasensibile alla luce dell’antroposofia                                                          | Der übersinnliche Mensch, anthroposophisch erfaßt |                           |
| 232                                                                        | Aspetti dei misteri antichi                                                                                | Mysteriengestaltungen |                           |
| 233                                                                        | La storia alla luce dell’antroposofia                                                                      | Die Weltgeschichte in anthroposophischer Beleuchtung und als Grundlage der Erkenntnis des Menschengeistes |                           |
| 233a                                                                       | Sedi di misteri nel medioevo                                                                               | Mysterienstätten des Mittelalters: Rosenkreuzertum und modernes Einweihungsprinzip Das Osterfest als ein Stück Mysteriengeschichte der Menschheit |                           |
| 234                                                                        | Antroposofia, alcuni aspetti della vita soprasensibile                                                     | Anthroposophie. Eine Zusammenfassung nach einundzwanzig Jahren |                           |
| 235                                                                        | Considerazioni esoteriche su nessi karmici I                                                               | Esoterische Betrachtungen karmischer Zusammenhänge, in 6 Bdn., Bd.1 |                           |
| 236                                                                        | Considerazioni esoteriche su nessi karmici II                                                              | Esoterische Betrachtungen karmischer Zusammenhänge, in 6 Bdn., Bd.2 |                           |
| 237                                                                        | Considerazioni esoteriche su nessi karmici III                                                             | Esoterische Betrachtungen karmischer Zusammenhänge, in 6 Bdn., Bd.3, Die karmischen Zusammenhänge der anthroposophischen Bewegung |                           |
| 238                                                                        | Considerazioni esoteriche su nessi karmici IV                                                              | Esoterische Betrachtungen karmischer Zusammenhänge, in 6 Bdn., Bd.4, Das geistige Leben der Gegenwart im Zusammenhang mit der anthroposophischen Bewegung                                                                                               |                           |
| 239                                                                        | Considerazioni esoteriche su nessi karmici V                                                               | Esoterische Betrachtungen karmischer Zusammenhänge, in 6 Bdn., Bd.5 |                           |
| 240                                                                        | Considerazioni esoteriche su nessi karmici VI                                                              | Esoterische Betrachtungen karmischer Zusammenhänge, in 6 Bdn., Bd.6 |                           |
| 243                                                                        | | Das Initiaten - Bewußtsein. Die wahren und die falschen Wege der geistigen Forschung |                           |
| 245                                                                        | Indicazioni per una scuola esoterica                                                                       | Anweisungen für eine esoterische Schulung (jetzt in GA 267 and 268) |                           |
| Conferenze alla Società Antroposofica                                      | | |                           |
| 250                                                                        | | Der Aufbau der Anthroposophischen Gesellschaft. Von den Anfängen bis zum Ausbruch des Ersten Weltkriegs (In Vorbereitung) |                           |
| 251                                                                        | | Die Geschichte des Goetheanum-Bauvereins (In Vorbereitung) |                           |
| 252                                                                        | | Anthroposophisches Gesellschaftsleben vom Ersten Weltkrieg bis zum Baubrand (In Vorbereitung) |                           |
| 253                                                                        | | Probleme des Zusammenlebens in der Anthroposophischen Gesellschaft. Zur Dornacher Krise vom Jahre 1915 Mit Streiflichtern auf Swedenborgs Hellsehergabe, Anschauungen der Freudschen Psychoanalyse und den Begriff der Liebe im Verhältnis zur Mystik   |                           |
| 254                                                                        | Il movimento occulto nel XIX secolo e il mondo della cultura                                               | Die okkulte Bewegung im neunzehnten Jahrhundert und ihre Beziehung zur Weltkultur. Bedeutsames aus dem äußeren Geistesleben um die Mitte des neunzehnten Jahrhunderts                                                                                   |                           |
| 255                                                                        | | Rudolf Steiner während des Ersten Weltkriegs (In Vorbereitung) |                           |
| 255a                                                                       | | Anthroposophie und Gesellschaftsreform. Zur Geschichte der Dreigliederungsbewegung (In Vorbereitung) |                           |
| 255b                                                                       | | Die Anthroposophie und ihre Gegner 1919 – 1921 |                           |
| 256                                                                        | | Wie kann die anthroposophische Bewegung finanziert werden? (In Vorbereitung) |                           |
| 256a                                                                       | | Futurum A.G. / Internationale Laboratorien A.G. (In Vorbereitung) |                           |
| 256b                                                                       | | Der Kommende Tag A.G. (In Vorbereitung) |                           |
| 257                                                                        | | Anthroposophische Gemeinschaftsbildung |                           |
| 258                                                                        | | Die Geschichte und die Bedingungen der anthroposophischen Bewegung im Verhältnis zur Anthroposophischen Gesellschaft. Eine Anregung zur Selbstbesinnung                                                                                                 |                           |
| 259                                                                        | | Das Schicksalsjahr 1923 in der Geschichte der Anthroposophischen Gesellschaft: Vom Goetheanumbrand zur Weihnachtstagung |                           |
| 260                                                                        | | Die Weihnachtstagung zur Begründung der Allgemeinen Anthroposophischen Gesellschaft |                           |
| 260a                                                                       | | Die Konstitution der Allgemeinen Anthroposophischen Gesellschaft und der Freien Hochschule für Geisteswissenschaft. Der Wiederaufbau des Goetheanum |                           |
| 261                                                                        | | Unsere Toten. Ansprachen, Gedenkworte und Meditationssprüche 1906–1924 |                           |
| 262                                                                        | | Rudolf Steiner - Marie Steiner-von Sivers: Briefwechsel und Dokumente 1901-1925 |                           |
| 263                                                                        | | Rudolf Steiner - Edith Maryon: Briefwechsel. Briefe - Sprüche - Skizzen, 1912-1924 |                           |
| 264                                                                        | Storia e contenuti della prima sezione della scuola esoterica (1904-1914)                                  | Zur Geschichte und aus den Inhalten der ersten Abteilung der Esoterischen Schule von 1904 bis 1914. Briefe, Rundbriefe, Dokumente, Vorträge |                           |
| 265                                                                        | | Zur Geschichte und aus den Inhalten der erkenntniskultischen Abteilung der Esoterischen Schule 1904 - 1914. Briefe, Dokumente und Vorträge aus den Jahren 1906 bis 1914 sowie von neuen Ansätzen zur erkenntniskultischen Arbeit in den Jahren 1921 bis |                           |
| 266                                                                        | | Aus den Inhalten der esoterischen Stunden, Gedächtnisaufzeichnungen von Teilnehmern. Band.1, 1904-1909; Band.2 1910-1912; Band.3, 1913 und 1914; 1920 – 1923                                                                                            |                           |
| 267                                                                        | | Seelenübungen: Band I. Übungen mit Wort- und Sinnbild-Meditationen zur methodischen Entwicklung höherer Erkenntniskräfte, 1904 – 1924 |                           |
| 268                                                                        | | Mantrische Sprüche. Seelenübungen II. 1903 -1925 |                           |
| 269                                                                        | | Ritualtexte für die Feiern des freien christlichen Religionsunterrichtes. Das Spruchgut für Lehrer und Schüler der Waldorfschule |                           |
| 270                                                                        | | Esoterische Unterweisungen für die erste Klasse der Freien Hochschule für Geisteswissenschaft am Goetheanum 1924. I – IV |                           |
| Conferenze sull'arte                                                       | | |                           |
| 271                                                                        | Arte e conoscenza dell’arte                                                                                | Kunst und Kunsterkenntnis. Grundlagen einer neuen Ästhetik |                           |
| 272                                                                        | L’impulso-Cristo nel Faust di Goethe                                                                       | Geisteswissenschaftliche Erläuterungen zu Goethes 'Faust', in 2 Bdn., Bd.1, Faust, der strebende Mensch |                           |
| 273                                                                        | | Geisteswissenschaftliche Erläuterungen zu Goethes 'Faust', in 2 Bdn., Bd.2, Das Faust-Problem |                           |
| 274                                                                        | | Ansprachen zu den Weihnachtspielen aus altem Volkstum |                           |
| 275                                                                        | L’arte alla luce della saggezza dei misteri                                                                | Kunst im Lichte der Mysterienweisheit |                           |
| 276                                                                        | La missione universale dell'arte                                                                           | Das Künstlerische in seiner Weltmission. Der Genius der Sprache. Die Welt des sich offenbarenden strahlenden Scheins – Anthroposophie und Kunst. Anthroposophie und Dichtung                                                                            |                           |
| 277                                                                        | | Eurythmie. Die Offenbarung der sprechenden Seele |                           |
| 277a                                                                       | | Die Entstehung und Entwickelung der Eurythmie |                           |
| 278                                                                        | | Eurythmie als sichtbarer Gesang |                           |
| 279                                                                        | Euritmia linguaggio visibile                                                                               | Eurythmie als sichtbare Sprache |                           |
| 279                                                                        | Euritmia una presentazione                                                                                 | Eurythmie als sichtbare Sprache |                           |
| 280                                                                        | | Methodik und Wesen der Sprachgestaltung |                           |
| 281                                                                        | | Die Kunst der Rezitation und Deklamation |                           |
| 282                                                                        | Arte della parola e arte drammatica - I                                                                    | Sprachgestaltung und Dramatische Kunst |                           |
| 282                                                                        | Regia e arte drammatica                                                                                    | Sprachgestaltung und Dramatische Kunst |                           |
| 283                                                                        | L'essenza della musica                                                                                     | Das Wesen des Musikalischen und das Tonerlebnis im Menschen |                           |
| 284                                                                        | | Bilder okkulter Siegel und Säulen. Der Münchner Kongress Pfingsten 1907 und seine Auswirkungen |                           |
| 286                                                                        | E l'edificio diviene uomo                                                                                  | Wege zu einem neuen Baustil. 'Und der Bau wird Mensch' |                           |
| 287                                                                        | | Der Dornacher Bau als Wahrzeichen geschichtlichen Werdens und künsterischer Umwandlungsimpulse |                           |
| 288                                                                        | | Stilformen des Organisch-Lebendigen (In Vorbereitung) |                           |
| 289                                                                        | | Der Baugedanke des Goetheanum: Lichtbildervorträge aus den Jahren 1920/1921 (In Vorbereitung) |                           |
| 290                                                                        | | Der Baugedanke des Goetheanum: Lichtbildervorträge aus den Jahren 1920/1921 (In Vorbereitung) |                           |
| 291                                                                        | L'essenza dei colori                                                                                       | Das Wesen der Farben |                           |
| 291a                                                                       | | Farbenerkenntnis. Ergänzungen zu dem Band «Das Wesen der Farben» |                           |
| 292                                                                        | Storia dell'arte, specchio di impulsi spirituali - Voll. I-V                                               | Kunstgeschichte als Abbild innerer geistiger Impulse |                           |
| Conferenze sull'educazione                                                 | | |                           |
| 293                                                                        | Arte dell’educazione I - Antropologia                                                                      | Allgemeine Menschenkunde als Grundlage der Pädagogik |                           |
| 294                                                                        | Arte dell’educazione II - Didattica                                                                        | Erziehungskunst, Methodisch-Didaktisches |                           |
| 295                                                                        | Arte dell’educazione III - Tirocinio                                                                       | Erziehungskunst. Seminarbesprechungen und Lehrplanvorträge |                           |
| 296                                                                        | L'educazione, problema sociale                                                                             | Die Erziehungsfrage als soziale Frage |                           |
| 297                                                                        | | Die Waldorfschule und ihr Geist |                           |
| 297a                                                                       | | Erziehung zum Leben: Selbsterziehung und pädagogische Praxis |                           |
| 298                                                                        | | Rudolf Steiner in der Waldorfschule |                           |
| 299                                                                        | | Geisteswissenschaftliche Sprachbetrachtungen |                           |
| 300a                                                                       | | Konferenzen mit den Lehrern der Freien Waldorfschule in Stuttgart 1919 bis 1924, in 3 Bdn |                           |
| 300b                                                                       | | Konferenzen mit den Lehrern der Freien Waldorfschule in Stuttgart 1919 bis 1924, in 3 Bdn |                           |
| 300c                                                                       | | Konferenzen mit den Lehrern der Freien Waldorfschule in Stuttgart 1919 bis 1924, in 3 Bdn |                           |
| 301                                                                        | | Die Erneuerung der pädagogisch-didaktischen Kunst durch Geisteswissenschaft |                           |
| 302                                                                        | Insegnamento e conoscenza dell'uomo                                                                        | Menschenerkenntnis und Unterrichtsgestaltung |                           |
| 302a                                                                       | Educazione e insegnamento fondati sulla conoscenza dell’uomo                                               | Erziehung und Unterricht aus Menschenerkenntnis |                           |
| 303                                                                        | Il sano sviluppo dell’essere umano. voll. I-II                                                             | Die gesunde Entwickelung des Menschenwesens |                           |
| 304                                                                        | | Erziehungsmethoden und Unterrichtsmethoden auf anthroposophischer Grundlage |                           |
| 304a                                                                       | | Anthroposophische Menschenkunde und Pädagogik |                           |
| 305                                                                        | Le forze animico-spirituali alla base della pedagogia                                                      | Die geistig-seelischen Grundkräfte der Erziehungskunst. Spirituelle Werte in Erziehung und sozialem Leben |                           |
| 305                                                                        | La pratica meditativa dell'educatore                                                                       | Die geistig-seelischen Grundkräfte der Erziehungskunst. Spirituelle Werte in Erziehung und sozialem Leben |                           |
| 306                                                                        | | Die pädagogische Praxis vom Gesichtspunkte geisteswissenschaftlicher Menschenerkenntnis. Die Erziehung des Kindes und jüngerer Menschen |                           |
| 307                                                                        | Vita spirituale del presente ed educazione                                                                 | Gegenwärtiges Geistesleben und Erziehung |                           |
| 308                                                                        | Educazione del bambino e preparazione degli educatori                                                      | Die Methodik des Lehrens und die Lebensbedingungen des Erziehens |                           |
| 309                                                                        | | Anthroposophische Pädagogik und ihre Voraussetzungen |                           |
| 310                                                                        | L’importanza della conoscenza dell’uomo per la pedagogia, e della pedagogia per la cultura                 | Der pädagogische Wert der Menschenerkenntnis und der Kulturwert der Pädagogik |                           |
| 311                                                                        | L’educazione come arte                                                                                     | Die Kunst des Erziehens aus dem Erfassen der Menschenwesenheit |                           |
| Conferenze sulla medicina                                                  | | |                           |
| 312                                                                        | Scienza dello spirito e medicina                                                                           | Geisteswissenschaft und Medizin |                           |
| 313                                                                        | Fondamenti scientifico-spirituali della terapia                                                            | Geisteswissenschaftliche Gesichtspunkte zur Therapie |                           |
| 314                                                                        | Problemi di fisiologia e terapia                                                                           | Physiologisch- Therapeutisches auf Grundlage der Geisteswissenschaft |                           |
| 315                                                                        | Euritmia terapeutica                                                                                       | Heileurythmie. |                           |
| 316                                                                        | Principi di etica medica                                                                                   | Meditative Betrachtungen und Anleitungen zur Vertiefung der Heilkunst |                           |
| 317                                                                        | Corso di pedagogia curativa                                                                                | Heilpädagogischer Kurs |                           |
| 318                                                                        | Corso di medicina pastorale                                                                                | Das Zusammenwirken von Ärzten und Seelsorgern |                           |
| 319                                                                        | Conoscenza antroposofica dell’uomo e medicina                                                              | Anthroposophische Menschenerkenntnis und Medizin |                           |
| Conferenze sulle scienze naturali                                          | | |                           |
| 320                                                                        | Impulsi scientifico-spirituali per il progresso della fisica                                               | Geisteswissenschaftliche Impulse zur Entwickelung der Physik I: Erster naturwissenschaftlicher Kurs: Licht, Farbe, Ton – Masse, Elektrizität, Magnetismus                                                                                               |                           |
| 321                                                                        | | Geisteswissenschaftliche Impulse II zur Entwickelung der Physik II: Zweiter naturwissenschaftlicher Kurs: Die Wärme auf der Grenze positiver und negativer Materialität                                                                                 |                           |
| 322                                                                        | I confini della conoscenza della natura                                                                    | Grenzen der Naturerkenntnis |                           |
| 323                                                                        | Il rapporto delle diverse scienze con l’astronomia - Voll. I-II                                            | Das Verhältnis der verschiedenen naturwissenschaftlichen Gebiete zur Astronomie |                           |
| 324                                                                        | Osservazione, esperimento, matematica                                                                      | Naturbeobachtung, Mathematik, wissenschaftliches Experiment und Erkenntnisergebnisse vom Gesichtspunkte der Anthroposophie |                           |
| 324a                                                                       | | Die vierte Dimension Mathematik und Wirklichkeit |                           |
| 325                                                                        | | Die Naturwissenschaft und die weltgeschichtliche Entwickelung der Menschheit seit dem Altertum |                           |
| 326                                                                        | Nascita e sviluppo storico della scienza                                                                   | Der Entstehungsmoment der Naturwissenschaft in der Weltgeschichte und ihre seitherige Entwicklung |                           |
| 327                                                                        | Impulsi scientifico-spirituali per il progresso dell’agricoltura                                           | Geisteswissenschaftliche Grundlagen zum Gedeihen der Landwirtschaft. Landwirtschaftlicher Kursus |                           |
| Conferenze sulla vita sociale e la triarticolazione dell'organismo sociale | | |                           |
| 328                                                                        | | Die soziale Frage |                           |
| 329                                                                        | | Die Befreiung des Menschenwesens als Grundlage für eine soziale Neugestaltung |                           |
| 330                                                                        | | Neugestaltung des sozialen Organismus |                           |
| 331                                                                        | | Betriebsräte und Sozialisierung |                           |
| 332                                                                        | | Dreigliederungs-Bund und totale Gesellschaftsreform. Kulturräte und Befreiung des Geistslebens (In Vorbereitung) |                           |
| 332a                                                                       | | Soziale Zukunft |                           |
| 333                                                                        | | Gedankenfreiheit und soziale Kräfte |                           |
| 334                                                                        | | Vom Einheitsstaat zum dreigliedrigen sozialen Organismus |                           |
| 335                                                                        | | Die Krisis der Gegenwart und der Weg zu gesundem Denken |                           |
| 336                                                                        | | Die großen Fragen der Zeit und die anthroposophische Geisterkenntnis |                           |
| 337a                                                                       | | Soziale Ideen, Soziale Wirklichkeit, Soziale Praxis, Bd.1, Frageabende und Studienabende des Bundes für Dreigliederung in Stuttgart, 1919/20 |                           |
| 337b                                                                       | | Soziale Ideen – Soziale Wirklichkeit – Soziale Praxis: Band II: Diskussionsabende des Schweizer Bundes für Dreigliederung des sozialen Organismus |                           |
| 338                                                                        | Come si opera per la triarticolazione                                                                      | Wie wirkt man für den Impuls der Dreigliederung des sozialen Organismus? |                           |
| 339                                                                        | | Anthroposophie, soziale Dreigliederung und Redekunst |                           |
| 340                                                                        | I capisaldi dell’economia                                                                                  | Aufgaben einer neuen Wirtschaftswissenschaft, Bd.1, Nationalökonomischer Kurs |                           |
| 341                                                                        | Seminario di economia                                                                                      | Aufgaben einer neuen Wirtschaftswissenschaft, Bd.2, Nationalökonomisches Seminar |                           |
| Conferenze per i sacerdoti della comunità cristiana                        | | |                           |
| 342                                                                        | | Vorträge und Kurse über christlich-religiöses Wirken, Bd.1, Anthroposophische Grundlagen für ein erneuertes christlich-religiöses Wirken |                           |
| 343                                                                        | | Vorträge und Kurse über christlich-religiöses Wirken, Bd.2 Spirituelles Erkennen – Religiöses Empfinden – Kultisches Handeln |                           |
| 344                                                                        | | Vorträge und Kurse über christlich-religiöses Wirken, Bd.3, Vorträge bei der Begründung der Christengemeinschaft |                           |
| 345                                                                        | | Vorträge und Kurse über christlich-religiöses Wirken, Bd.4, Vom Wesen des wirkenden Wortes |                           |
| 346                                                                        | | Vorträge und Kurse über christlich-religiöses Wirken, Bd.5, Apokalypse und Priesterwirken |                           |
| Lezioni per i lavoratori al Goethanum                                      | | |                           |
| 347                                                                        | Conoscere l'uomo secondo corpo, anima e spirito – I primordi della Terra                                   | Die Erkenntnis des Menschenwesens nach Leib, Seele und Geist. Über frühe Erdzustände |                           |
| 348                                                                        | Alcol e nicotina                                                                                           | Über Gesundheit und Krankheit. Grundlagen einer geisteswissenschaftlichen Sinneslehre |                           |
| 349                                                                        | | |                           |
| 350                                                                        | Ritmi nel cosmo e nell'essere umano – L'azione dell'eterico e dell'astrale sull'uomo e sulla terra         | Rhythmen im Kosmos und im Menschenwesen: Wie kommt man zum Schauen der geistigen Welt? |                           |
| 350                                                                        | Come si giunge alla visione del mondo spirituale – Respiro umano e respiro cosmico                         | Rhythmen im Kosmos und im Menschenwesen: Wie kommt man zum Schauen der geistigen Welt? |                           |
| 351                                                                        | L'azione dello spirito nella natura                                                                        | Mensch und Welt. Das Wirken des Geistes in der Natur. Über das Wesen der Bienen |                           |
| 351                                                                        | Le api | Mensch und Welt. Das Wirken des Geistes in der Natur. Über das Wesen der Bienen |                           |
| 352                                                                        | Natura e uomo secondo la scienza dello spirito                                                             | Natur und Mensch in geisteswissenschaftlicher Betrachtung |                           |
| 353                                                                        | La storia dell'umanità e le civiltà del passato                                                            | Die Geschichte der Menschheit und die Weltanschauungen der Kulturvölker |                           |
| 354                                                                        | L'azione delle stelle e dei pianeti sulla vita terrestre                                                   | Erden-Leben und Sternen-Wirken |                           |
| 354                                                                        | La creazione del mondo e dell'uomo                                                                         | Erden-Leben und Sternen-Wirken |                           |
| 354                                                                        | Problemi dell'alimentazione                                                                                | Erden-Leben und Sternen-Wirken |                           |